# Googolplex
Un googolplex este numărul 10googol, care poate fi scris și ca un 1 urmat de un googol de zerouri (i.e., 10100 zerouri).
1 googolplex
= 10googoli
= 10(10100)